# 佐藤良平

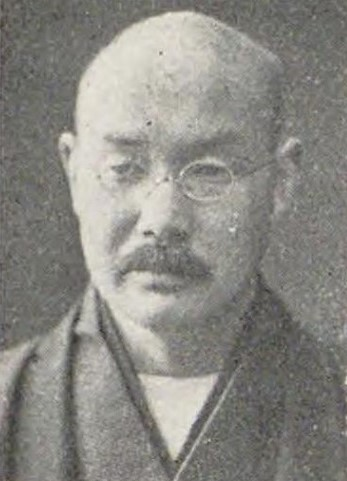
佐藤良平

佐藤 良平（さとう りょうへい、1874年（明治7年）1月1日 - 1948年（昭和23年）1月1日 ）は、日本の政治家。立憲政友会衆議院議員（1期）。

## 経歴
岩手県出身。佐藤秀蔵の長男として生まれる。東京法学院に学ぶ。農業を営む傍ら、横屋（株）専務取締役、東磐水力電気（株）取締役、岩手県山林会評議員となる。1920年の第14回衆議院議員総選挙で初当選。1期務めた。